# Sinh thái nhân văn

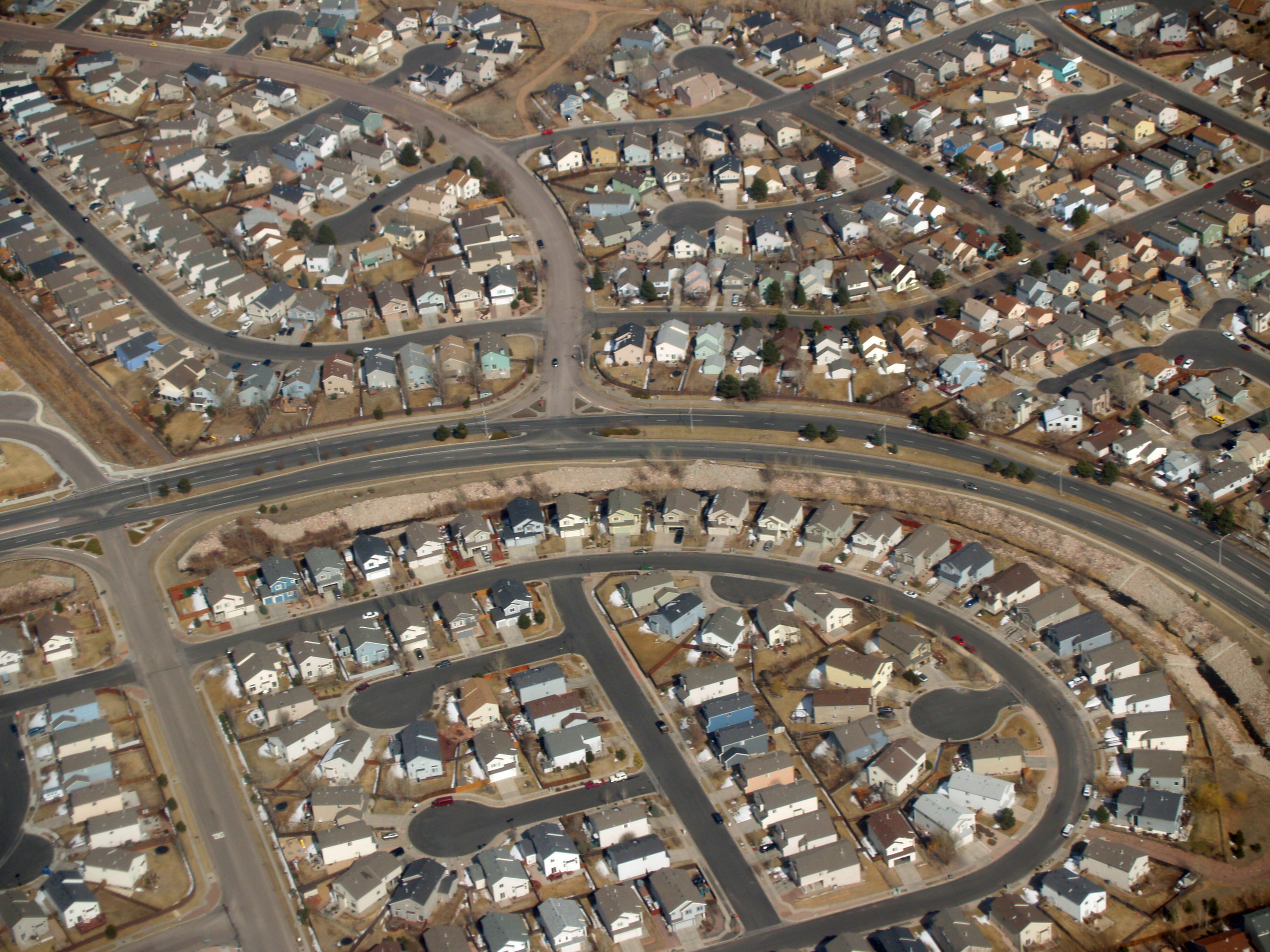
Một phần của môi trường xây dựng – nhà ở ngoại ô Colorado Springs, Colorado

Sinh thái nhân văn hay sinh thái học nhân văn là một khoa học liên ngành và xuyên ngành về mối quan hệ giữa con người với môi trường tự nhiên, xã hội và môi trường nhân tạo. Triết học và nghiên cứu về sinh thái nhân văn có một lịch sử kết nối rất nhiều tiến bộ trong sinh thái học, địa lý học, xã hội học, tâm lý học, nhân loại học, động vật học, dịch tễ học, y tế công cộng và kinh tế học gia đình, cùng nhiều thành tựu khác.

## Lịch sử nghiên cứu
Nguồn gốc của khái niệm sinh thái học như một khoa học rộng lớn hơn có thể được bắt nguồn từ người Hy Lạp và từ rất nhiều những phát triển khác trong ngành lịch sử tự nhiên. Sinh thái học cũng đã phát triển đáng kể ở các nền văn hóa khác. Theo tri thức truyền thống, sinh thái học bao gồm khuynh hướng của con người đối với tri thức trực quan, các mối quan hệ thông minh, sự hiểu biết, truyền đạt thông tin về thế giới tự nhiên và kinh nghiệm của con người.
Thuật ngữ "sinh thái học" được Ernst Haeckel đặt ra vào năm 1866 và được định nghĩa bằng cách tham chiếu trực tiếp đến khái niệm kinh tế tự nhiên. Giống như các nhà nghiên cứu đương đại khác cùng thời, Haeckel đã đề xuất thuật ngữ của mình có tham khảo từ Carl Linnaeus, Haeckel đã cho thấy các mối liên hệ sinh thái nhân văn được thể hiện rõ ràng hơn. Trong ấn phẩm năm 1749 của mình, Specimen academicum de oeconomia naturae, Linnaeus đã phát triển một ngành khoa học bao gồm nền kinh tế và polis của tự nhiên. Polis có nguồn gốc từ tiếng Hy Lạp là một cộng đồng chính trị (ban đầu dựa trên các thành phố, còn gọi là thành bang), có chung nguồn gốc với từ cảnh sát (tiếng Anhː police) để chỉ việc thúc đẩy tăng trưởng và duy trì trật tự xã hội tốt đẹp trong một cộng đồng. Linnaeus cũng là người đầu tiên viết về mối quan hệ gần gũi giữa con người và động vật linh trưởng và ông đã trình bày những ý tưởng ban đầu trong các khía cạnh hiện đại của sinh thái nhân văn, bao gồm sự cân bằng sinh thái đồng thời nhấn mạnh tầm quan trọng của các chức năng sinh thái (dịch vụ hệ sinh thái hoặc vốn tự nhiên theo thuật ngữ hiện đại): "Để thực hiện chức năng một cách thỏa đáng, thiên nhiên đã cung cấp cho loài những nhu cầu thiết yếu của cuộc sống":66 Công trình của Linnaeus đã ảnh hưởng đến Charles Darwin và các nhà khoa học khác cùng thời với ông, những người đã sử dụng thuật ngữ của Linnaeus (ví dụ như kinh tế và polis của tự nhiên) với những hàm ý trực tiếp về các vấn đề con người, sinh thái và kinh tế.
Sinh thái học không chỉ là sinh học, mà còn là một khoa học về con người. Một trong các nhà khoa học xã hội đầu tiên và có vai trò quan trọng trong lịch sử sinh thái nhân văn là Herbert Spencer, ông bị ảnh hưởng bởi các tác phẩm của Charles Darwin và kết quả là Spencer đặt ra cụm từ "sự sống sót của những cá thể khỏe mạnh nhất" ("survival of the fittest"). Ông là người sáng lập xã hội học thời kỳ đầu, là người phát triển ý tưởng xã hội như một cơ thể sinh vật và đã đề xuất ý tưởng tiếp cận sinh thái - xã hội theo hướng liên kết xã hội học và sinh thái nhân văn.
Lịch sử sinh thái nhân văn bắt nguồn từ các khoa địa lý và xã hội học vào cuối thế kỷ 19. Trong bối cảnh này, bước ngoặt lịch sử quan trọng đã kích thích nghiên cứu về mối quan hệ sinh thái giữa con người và môi trường đô thị của họ đã được trình bày trong cuốn sách Man and Nature; or, physical geography as modified by human action được xuất bản vào năm 1864 của George Perkins Marsh. Marsh quan tâm đến cơ chế tương tác giữa con người và thiên nhiên (tiền thân ban đầu của sinh thái đô thị hoặc cấu trúc ổ sinh thái nhân văn) trong việc đề cập thường xuyên đến kinh tế tự nhiên.
Năm 1894, nhà xã hội học có ảnh hưởng tại Đại học Chicago là Albion W. Small đã hợp tác với nhà xã hội học George E. Vincent và xuất bản tác phẩm "Laboratory guide" để nghiên cứu con người trong "công việc hàng ngày của họ".:578 Đây là một cuốn sách hướng dẫn sinh viên xã hội học học cách nghiên cứu xã hội theo cách mà một nhà sử học tự nhiên nghiên cứu về các loài chim. Công bố của họ "bao gồm mối quan hệ rõ ràng của thế giới xã hội với môi trường vật chất.":578
Việc sử dụng thuật ngữ "sinh thái học" bằng tiếng Anh (ecology) đầu tiên được ghi nhận cho nhà hóa học người Mỹ và người sáng lập lĩnh vực kinh tế gia đình, Ellen Swallow Richards. Richards lần đầu tiên giới thiệu thuật ngữ này là "oekology" vào năm 1892, và sau đó phát triển thuật ngữ "sinh thái nhân văn".
Thuật ngữ "sinh thái nhân văn" (human ecology) lần đầu tiên xuất hiện trong cuốn sách Sanitation in Daily Life của Ellen Swallow Richards năm 1907, trong đó từ này được định nghĩa là "nghiên cứu về môi trường xung quanh con người với những tác động mà họ tạo ra đối với môi trường". Việc sử dụng thuật ngữ này của Richard đã công nhận con người là một thành phần của tự nhiên chứ không phải tách biệt. Thuật ngữ này xuất hiện chính thức lần đầu tiên trong lĩnh vực xã hội học trong cuốn sách "Introduction to the Science of Sociology" năm 1921 được xuất bản bởi Robert E. Park và Ernest W. Burgess (cũng từ khoa xã hội học tại Đại học Chicago). Sinh viên của họ, Roderick D. McKenzie đã giúp củng cố ngành khoa học sinh thái nhân văn như một ngành phụ trong trường xã hội học Chicago. Các tác giả này đã nhấn mạnh sự khác biệt giữa sinh thái nhân văn và sinh thái học nói chung bằng cách nêu bật sự tiến hóa văn hóa trong các xã hội loài người.
Sinh thái nhân văn có một lịch sử học thuật rời rạc với sự phát triển trải dài trong nhiều lĩnh vực, bao gồm: kinh tế học gia đình, địa lý học, nhân chủng học, xã hội học, động vật học và tâm lý học. Một số tác giả đã cho rằng địa lý học là sinh thái nhân văn. Nhiều cuộc tranh luận lịch sử xoay quanh vị trí của con người là một thành phần hay tách biệt với tự nhiên. Trong bối cảnh tranh luận phân tích điều gì tạo nên hệ sinh thái nhân văn, các nhà nghiên cứu liên ngành gần đây đã tìm kiếm một lĩnh vực khoa học thống nhất mà họ đặt tên là các hệ thống tự nhiên và con người kết hợp "được xây dựng dựa trên nhưng vượt ra khỏi các thành tựu trước đây (ví dụ: sinh thái nhân văn, nhân chủng học sinh thái, địa lý môi trường)".:639 Các lĩnh vực hoặc ngành khác liên quan đến sự phát triển lịch sử của sinh thái nhân văn như một ngành học bao gồm sinh thái văn hóa, sinh thái đô thị, xã hội học môi trường và sinh thái nhân chủng học. Mặc dù thuật ngữ "sinh thái nhân văn" mới được phổ biến trong những năm 1920 và 1930, các nghiên cứu trong lĩnh vực này đã được tiến hành từ đầu thế kỷ XIX ở Anh và Pháp.
Năm 1969, College of the Atlantic ở Bar Harbour, Maine được thành lập như một trường về sinh thái nhân văn. Kể từ lớp tuyển sinh đầu tiên gồm 32 sinh viên, trường đã phát triển thành một cơ sở giáo dục nghệ thuật tự do nhỏ với khoảng 350 sinh viên và 35 giảng viên cơ hữu. Mỗi sinh viên tốt nghiệp đều nhận được bằng về sinh thái nhân văn, một chuyên ngành liên ngành mà mỗi sinh viên sử dụng phù hợp với sở thích và nhu cầu của riêng họ.
Theo truyền thống, các nhà sinh thái học thường miễn cưỡng nghiên cứu sinh thái học nhân văn bên cạnh đam mê nghiên cứu thiên nhiên hoang dã. Lịch sử của ngành sinh thái nhân văn có tập trung sự chú ý vào tác động của con người đối với thế giới sinh vật. Paul Sears là người đầu tiên đề xuất ứng dụng sinh thái nhân văn để giải quyết các chủ đề bùng nổ dân số, giới hạn tài nguyên toàn cầu, ô nhiễm và xuất bản một công trình toàn diện về sinh thái nhân văn như một chuyên ngành vào năm 1954. Ông đã nhìn thấy sự "bùng nổ" rộng lớn của các vấn đề mà con người đang tạo ra cho môi trường và nhắc nhở chúng ta rằng "việc hoàn tất công việc quan trọng hơn là vẻ ngoài của nó." "Chúng ta là những người học cách chẩn đoán toàn cảnh, không chỉ là nền tảng của nền văn hóa của chúng ta, mà còn là sự thể hiện của nó. Và khi chia sẻ những kiến thức đặc biệt của chúng ta một cách rộng rãi nhất có thể, chúng ta không cần phải lo sợ rằng công việc của chúng ta sẽ bị bỏ qua hoặc nỗ lực của chúng ta sẽ không được đánh giá cao.":963 Gần đây, Hiệp hội Sinh thái Hoa Kỳ đã bổ sung một đề mục mới về hệ sinh thái nhân văn, cho thấy sự cởi mở ngày càng tăng của các nhà sinh thái học trong việc tham gia vào các hệ thống chủ đạo của con người và thừa nhận rằng hầu hết các hệ sinh thái đương đại đã bị ảnh hưởng bởi hành động của con người.

## Tổng quát
Sinh thái nhân văn được định nghĩa là một ngành khoa học nghiên cứu các mối quan hệ của con người vốn được áp dụng truyền thống đối với thực vật và động vật trong sinh thái học. Hướng tới mục tiêu này, các nhà sinh thái học nhân văn (có thể bao gồm các nhà xã hội học) tích hợp các quan điểm đa dạng từ nhiều lĩnh vực cho thấy "các quan điểm rộng hơn".:107Trong ấn bản lần đầu ra mắt năm 1972, các biên tập viên của Human Ecology: An Interdisciplinary Journal đã đưa ra một tuyên bố giới thiệu về phạm vi của các chủ đề trong sinh thái nhân văn. Tuyên bố của họ cung cấp một cái nhìn tổng thể về bản chất liên ngành của chủ đề:
- Di truyền, sinh lý và xã hội thích ứng với môi trường và với sự thay đổi của môi trường;
- Vai trò của các yếu tố xã hội, văn hóa và tâm lý trong việc duy trì hoặc phá vỡ các hệ sinh thái;
- Ảnh hưởng của mật độ dân số đến sức khoẻ, tổ chức xã hội hoặc chất lượng môi trường;
- Các vấn đề thích ứng mới trong môi trường đô thị;
- Mối quan hệ giữa các thay đổi công nghệ và môi trường;
- Sự phát triển của các nguyên tắc thống nhất trong nghiên cứu về sự thích nghi sinh học và văn hóa;
- Nguồn gốc của những sai sót trong quá trình tiến hóa sinh học và tiến hóa văn hóa của con người;
- Mối quan hệ của chất lượng và số lượng thực phẩm với hoạt động thể chất và trí tuệ và với sự thay đổi nhân khẩu học;
- Ứng dụng của máy tính, thiết bị viễn thám và các công cụ và kỹ thuật mới khác[39]:1

Bốn mươi năm sau, trong cùng một tạp chí, Daniel Bates (2012) ghi nhận những nội dung kế thừa lĩnh vực này và cách nó đã thay đổi:
Ngày nay, người ta chú trọng nhiều hơn đến các vấn đề mà các cá nhân phải đối mặt và cách các giải quyết chúng, hệ quả là việc ra quyết định ở cấp độ cá nhân được chú trọng nhiều hơn, mọi người lập chiến lược và tối ưu hóa rủi ro, chi phí và lợi ích trong bối cảnh cụ thể. Thay vì cố gắng hình thành một mô hình sinh thái văn hóa hoặc thậm chí một mô hình "sinh thái nhân văn" cụ thể, các nhà nghiên cứu thường dựa trên lý thuyết nhân khẩu học, kinh tế và tiến hóa cũng như dựa trên các mô hình bắt nguồn từ sinh thái thực địa.:1
Trong khi các cuộc thảo luận lý thuyết vẫn tiếp tục, nghiên cứu được công bố trên tạp chí Human Ecology Review cho thấy rằng các bài báo khoa học gần đây đã chuyển hướng sang việc áp dụng các nguyên tắc của sinh thái nhân văn. Một số ứng dụng tập trung vào việc giải quyết các vấn đề vượt qua ranh giới vốn có hoặc hoàn toàn vượt qua những ranh giới đó. Các nghiên cứu ngày càng có xu hướng xa rời ý tưởng "lý thuyết thống nhất" của Gerald L. Young về tri thức sinh thái của con người - rằng sinh thái nhân văn có thể nổi lên như một ngành học của riêng nó - và hướng tới chủ nghĩa đa nguyên được tán thành tiêu biểu bởi Paul Shepard: hệ sinh thái nhân văn phát triển nhất khi "vượt lên tất cả các định hướng." Sinh thái nhân văn đang nỗ lực không ngừng nhằm hình thành, tổng hợp và áp dụng lý thuyết để làm cầu nối cho sự chia rẽ ngày càng gia tăng giữa con người và tự nhiên. Hệ sinh thái nhân văn mới này nhấn mạnh sự phức tạp hơn là chủ nghĩa giản lược, tập trung vào những thay đổi trong trạng thái ổn định và mở rộng các khái niệm sinh thái ra ngoài thực vật và động vật, bao gồm cả con người.

## Phương pháp tiếp cận liên ngành
Sinh thái nhân văn mở rộng chức năng từ sinh thái học đến tâm trí con người. Khái niệm này thể hiện trong khẩu hiệu phổ biến thúc đẩy tính bền vững: "suy nghĩ toàn bộ, hành động cục bộ." Hơn nữa, quan niệm của mọi người về cộng đồng không chỉ bắt nguồn từ vị trí vật lý mà còn là mối liên hệ tinh thần và tình cảm của họ và thay đổi từ "cộng đồng là địa điểm, cộng đồng là cách sống hoặc là hành động tập thể."
Trong những năm đầu này, sinh thái nhân văn vẫn còn nằm sâu trong các ngành liên quan với nó: địa lý, xã hội học, nhân chủng học, tâm lý học và kinh tế học. Các học giả trong suốt những năm 1970 cho đến nay đã kêu gọi sự tích hợp nhiều hơn giữa tất cả các bộ môn rải rác từng được thiết lập nghiên cứu sinh thái chính thức.

### Trong mỹ thuật
Trong khi một số nhà văn đầu tiên xem xét nghệ thuật phù hợp với hệ sinh thái nhân văn như thế nào, thì chính Sears lại đưa ra ý tưởng rằng về lâu dài, hệ sinh thái nhân văn thực tế sẽ giống nghệ thuật hơn. Bill Carpenter (1986) gọi sinh thái nhân văn là "khả năng của một khoa học thẩm mỹ", đổi mới cuộc đối thoại về cách nghệ thuật phù hợp với quan điểm sinh thái của con người. Theo Carpenter, sinh thái nhân văn với tư cách là một khoa học thẩm mỹ chống lại sự phân mảnh của kiến thức bằng cách kiểm tra ý thức của con người.

### Trong giáo dục
Trong khi danh tiếng về sinh thái nhân văn trong các cơ sở giáo dục đại học ngày càng tăng, thì không có kiến thức sinh thái nhân văn nào xuất hiện ở cấp tiểu học hoặc trung học, dù có một vài ngoại lệ đáng chú ý, như trường trung học Syosset ở Long Island, New York. Nhà lý luận giáo dục Sir Kenneth Robinson đã kêu gọi đa dạng hóa giáo dục để thúc đẩy sự sáng tạo trong các hoạt động học thuật và phi học thuật (tức là giáo dục "toàn bộ con người" của họ) để thực hiện một "quan niệm mới về sinh thái nhân văn".

### Trong dịch tễ học và y tế cộng đồng
Việc áp dụng các khái niệm sinh thái học vào dịch tễ học có nguồn gốc tương tự như các ứng dụng ngành khác, với Carl Linnaeus đã đóng một vai trò quan trọng. Tuy nhiên, thuật ngữ này dường như đã được sử dụng phổ biến trong các tài liệu y tế và sức khỏe cộng đồng vào giữa thế kỷ XX. Điều này được củng cố vào năm 1971 bằng việc xuất bản Epidemiology as Medical Ecology và một lần nữa vào năm 1987 bằng việc xuất bản sách giáo khoa Public Health and Human Ecology. Quan điểm "sức khỏe hệ sinh thái" đã xuất hiện như một phong trào chuyên đề, tích hợp nghiên cứu và thực hành từ các lĩnh vực như quản lý môi trường, sức khỏe cộng đồng, đa dạng sinh học và phát triển kinh tế. Lần lượt rút ra từ việc áp dụng các khái niệm như mô hình sinh thái xã hội của sức khỏe, sinh thái nhân văn đã hội tụ với xu hướng chính của các tài liệu về sức khỏe cộng đồng toàn cầu.

### Kết nối với kinh tế học gia đình
Ngoài mối liên hệ với các ngành khác, sinh thái nhân văn có mối liên hệ lịch sử chặt chẽ với lĩnh vực kinh tế gia đình thông qua công trình của Ellen Swallow Richards, bên cạnh nhiều người khác. Tuy nhiên, ngay từ những năm 1960, một số trường đại học đã bắt đầu đổi tên các khoa, trường học và trường cao đẳng kinh tế gia đình thành sinh thái nhân văn. Một phần, sự thay đổi tên này là một phản ứng đối với những khó khăn được nhận thức về thuật ngữ kinh tế gia đình trong một xã hội hiện đại hóa, và phản ánh sự thừa nhận sinh thái nhân văn như một trong những lựa chọn ban đầu cho ngành học trở thành kinh tế gia đình. Các chương trình sinh thái nhân văn hiện tại bao gồm Trường Sinh thái nhân văn của Đại học Wisconsin, Trường Cao đẳng Sinh thái nhân văn của Đại học Cornell, và Khoa Sinh thái nhân văn của Đại học Alberta bên cạnh nhiều trường khác.

### Kinh tế học sinh thái
Kinh tế học sinh thái là một ngành kinh tế học, mở rộng các phương pháp định giá vào tự nhiên nhằm nỗ lực giải quyết sự bất bình đẳng giữa tăng trưởng thị trường và mất đa dạng sinh học. Vốn tự nhiên là kho vật liệu hoặc thông tin được lưu trữ trong đa dạng sinh học để tạo ra các dịch vụ có thể nâng cao phúc lợi của cộng đồng. Trong tính toán các dịch vụ hệ sinh thái, tổn thất quần thể là một chỉ số nhạy cảm đối với vốn tự nhiên hơn là sự tuyệt chủng của các loài. Mặt khác, triển vọng phục hồi trong cuộc khủng hoảng kinh tế về bản chất là khó đoán định. Các môi trường sống của quần thể, chẳng hạn như các khu vực ao hồ địa phương và các khoảnh rừng đang bị phá bỏ và mất đi với tốc độ cao hơn mức tuyệt chủng của các loài. Hệ thống kinh tế dựa trên tăng trưởng chủ đạo được các chính phủ trên toàn thế giới áp dụng không bao gồm giá cả hoặc thị trường cho vốn tự nhiên. Hệ thống kinh tế kiểu này đặt thêm nợ sinh thái lên các thế hệ tương lai.

Xã hội loài người đang ngày càng bị đặt trong tình trạng căng thẳng khi các tài nguyên sinh thái chung bị giảm bớt thông qua một hệ thống kế toán đã giả định sai "...rằng thiên nhiên là một tài sản vốn cố định, không thể phá hủy.":44 Làn sóng đe dọa hiện tại, bao gồm tỷ lệ tuyệt chủng lớn và đồng thời mất vốn tự nhiên gây tổn hại cho xã hội loài người, đang diễn ra nhanh chóng. Đây được gọi là cuộc khủng hoảng đa dạng sinh học, vì 50% các loài trên thế giới được dự đoán sẽ tuyệt chủng trong vòng 50 năm tới. Các phân tích tiền tệ thông thường không thể phát hiện hoặc giải quyết các loại vấn đề sinh thái này. Nhiều sáng kiến kinh tế sinh thái toàn cầu đang được thúc đẩy để giải quyết vấn đề này. Ví dụ, các chính phủ của G8 đã họp vào năm 2007 và đưa ra sáng kiến Kinh tế của các hệ sinh thái và đa dạng sinh học (The Economics of Ecosystems and Biodiversity - TEEB):
Trong một nghiên cứu toàn cầu, chúng tôi sẽ bắt đầu quá trình phân tích lợi ích kinh tế của đa dạng sinh học, chi phí của việc mất đa dạng sinh học và việc không thực hiện các biện pháp bảo vệ so với chi phí bảo tồn hiệu quả.
Công trình của Kenneth E. Boulding đáng chú ý vì đã xây dựng dựa trên sự kết hợp giữa hệ sinh thái và nguồn gốc kinh tế của nó. Boulding đã đề ra những điểm tương đồng giữa sinh thái và kinh tế, nói chung chúng đều là những nghiên cứu về các cá nhân với tư cách là thành viên của một hệ thống, và chỉ ra rằng "hộ gia đình của con người" và "hộ gia đình thiên nhiên" bằng cách nào đó có thể được tích hợp để tạo ra một viễn cảnh có giá trị lớn hơn.

### Sinh thái cảnh quan và sinh thái đô thị
Vào cuối những năm 1960, các khái niệm sinh thái bắt đầu được tích hợp vào các lĩnh vực ứng dụng, đó là kiến trúc, kiến trúc cảnh quan và quy hoạch. Ian McHarg đề xuất một tương lai khi tất cả các quy hoạch theo mặc định sẽ là "quy hoạch sinh thái của con người", luôn bị ràng buộc trong mối quan hệ của con người với môi trường của họ. Ông nhấn mạnh quy hoạch địa phương, dựa trên việc xem xét tất cả các "lớp" thông tin từ địa chất học đến thực vật học, động vật học đến lịch sử văn hóa. Những người ủng hộ phong trào đô thị mới, như James Howard Kunstler và Andres Duany, đã chấp nhận thuật ngữ sinh thái nhân văn như một cách để mô tả vấn đề và quy định các giải pháp cho cảnh quan và lối sống của một xã hội định hướng ô tô. Duany đã gọi phong trào sinh thái nhân văn là "chương trình nghị sự cho những năm sắp tới." Trong khi quy hoạch McHargi vẫn được coi trọng rộng rãi, phong trào đô thị hóa cảnh quan tìm kiếm một cách hiểu mới giữa các mối quan hệ giữa con người và môi trường. Trong số các nhà lý thuyết này có Frederich Steiner, người đã xuất bản Human Ecology: Follow Nature's Lead vào năm 2002, tập trung vào các mối quan hệ giữa cảnh quan, văn hóa và quy hoạch. Công trình làm nổi bật vẻ đẹp của nghiên cứu khoa học bằng cách tiết lộ những kiểu mẫu thuần túy của con người làm nền tảng cho các khái niệm của chúng ta về sinh thái học. Trong khi Steiner thảo luận về các bối cảnh sinh thái cụ thể, chẳng hạn như cảnh quan thành phố và cảnh quan vùng nước, và các mối quan hệ giữa các vùng văn hóa xã hội và môi trường, ông cũng có một cách tiếp cận đa dạng đối với sinh thái - xem xét ngay cả sự tổng hợp độc đáo giữa sinh thái và địa lý chính trị. Tác phẩm năm của Deiter Steiner: Human Ecology: Fragments of Anti-fragmentary là một sự phơi bày quan trọng về các xu hướng gần đây trong sinh thái nhân văn.

## Dịch vụ hệ sinh thái

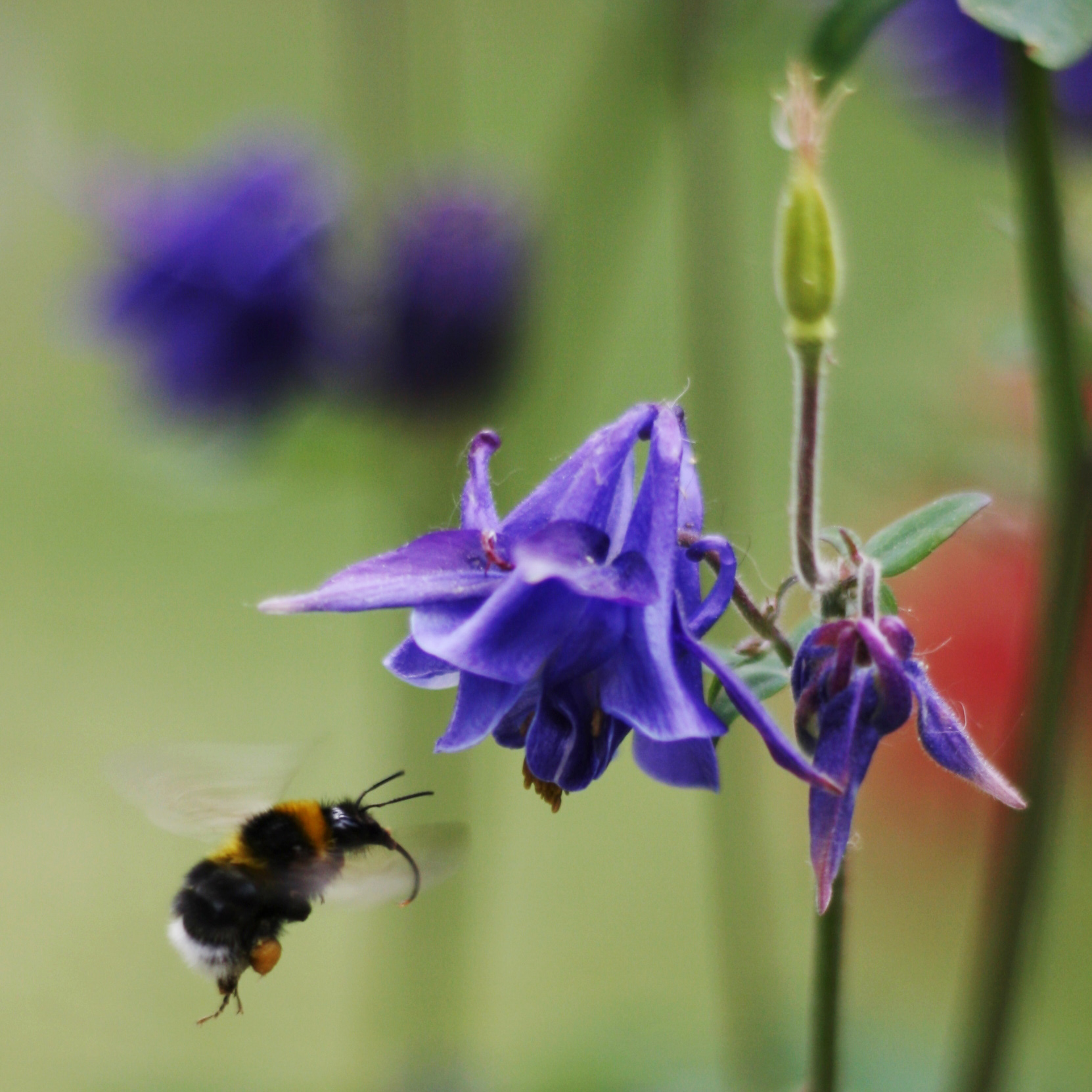
Một con ong nghệ đang thụ phấn cho một bông hoa, một ví dụ về dịch vụ hệ sinh thái

Các hệ sinh thái của Trái đất được kết hợp với môi trường của con người. Các hệ sinh thái điều chỉnh các chu trình sinh địa hóa toàn cầu của năng lượng, khí hậu, chất dinh dưỡng trong đất và nước, từ đó hỗ trợ và phát triển vốn tự nhiên (bao gồm các khía cạnh môi trường, sinh lý, nhận thức, văn hóa và tinh thần của cuộc sống). Do đó, mọi sản phẩm được sản xuất trong môi trường của con người đều đến từ các hệ thống tự nhiên. Hệ sinh thái được coi là tài nguyên chung vì hệ sinh thái không loại trừ thành phần hưởng lợi và chúng có thể bị cạn kiệt hoặc suy thoái. Ví dụ, không gian xanh trong cộng đồng cung cấp các dịch vụ y tế bền vững làm giảm tỷ lệ tử vong và điều chỉnh sự lây lan của các bệnh do vector truyền bệnh. Nghiên cứu cho thấy những người tham gia nhiều hơn và thường xuyên lui tới các khu vực tự nhiên có tỷ lệ mắc bệnh tiểu đường, bệnh tim và rối loạn tâm lý thấp hơn. Các dịch vụ y tế sinh thái này thường xuyên bị cạn kiệt do các dự án phát triển đô thị không tạo ra giá trị chung của hệ sinh thái.
Các tổ chức sinh thái mang đến một nguồn cung cấp đa dạng các dịch vụ cộng đồng nhằm duy trì sự hạnh phúc của xã hội loài người. Đánh giá Hệ sinh thái Thiên niên kỷ, một sáng kiến quốc tế của Liên hợp quốc với sự tham gia của hơn 1.360 chuyên gia trên toàn thế giới, xác định bốn loại hình dịch vụ hệ sinh thái chính với 30 tiểu mục bắt nguồn từ vốn tự nhiên. Các hoạt động chung về sinh thái bao gồm cung cấp (ví dụ: thực phẩm, nguyên liệu thô, thuốc, nguồn cung cấp nước), điều tiết (ví dụ: khí hậu, nước, giữ đất, giữ lũ), văn hóa (ví dụ: khoa học và giáo dục, nghệ thuật, tinh thần) và hỗ trợ (ví dụ, dịch vụ hình thành đất, chu trình dinh dưỡng, chu trình nước).

## Dấu chân sinh thái
Năm 1992, William Rees đã phát triển khái niệm dấu chân sinh thái. Dấu chân sinh thái và khái niệm tương tự nó, dấu chân nước đã trở thành một cách phổ biến để tính toán mức độ tác động mà xã hội loài người đang gây ra đối với các hệ sinh thái của Trái đất. Tất cả các dấu hiệu cho thấy tác động của con người là không bền vững vì dấu ấn của xã hội đang đặt ra quá nhiều áp lực lên hệ sinh thái của hành tinh. Báo cáo về hành tinh năm 2008 của Tổ chức Quốc tế về Bảo tồn Thiên nhiên và các nhà nghiên cứu khác báo cáo rằng nền văn minh của con người đã vượt quá khả năng tái tạo sinh học của hành tinh. Điều này có nghĩa là dấu chân tiêu dùng của con người đang khai thác nhiều tài nguyên thiên nhiên hơn những gì có thể được bổ sung bởi các hệ sinh thái trên khắp thế giới.

## Thế Nhân Sinh
Những thay đổi của Trái đất bởi các hoạt động của con người đã lớn đến mức một kỷ nguyên địa chất mới có tên là Anthropocene (thế Nhân Sinh) đã được đề xuất. Ổ sinh thái của con người hoặc polis sinh thái của xã hội loài người đã bị sắp xếp lại hoàn toàn mới thành các hệ sinh thái như chúng ta chuyển đổi vấn đề về công nghệ. Hệ sinh thái nhân văn đã tạo ra quần xã sinh vật nhân tạo (gọi là anthromes) và môi trường sống của những anthromes này tiếp cận thông qua mạng lưới công nghệ của chúng ta để tạo ra những gì đã được gọi là hệ sinh thái công nghệ (technoecosystems) chứa technosols. Đa dạng công nghệ (techodiversity) tồn tại trong các hệ thống công nghệ này. Song song trực tiếp với khái niệm sinh quyển, nền văn minh nhân loại cũng đã tạo ra một công nghệ quyển (technosphere). Đây là cách mà loài người thiết kế hoặc xây dựng đa dạng công nghệ vào môi trường, đưa trở lại các quá trình tiến hóa văn hóa và sinh học, bao gồm cả kinh tế nhân văn (human economy).

## Đại tuyệt chủng lần thứ sáu
Các đánh giá toàn cầu về đa dạng sinh học chỉ ra rằng kỷ nguyên hiện tại, Holocen (hoặc Anthropocene) đang dẫn đến một vụ đại tuyệt chủng lần thứ sáu. Sự mất mát các loài đang gia tăng với tốc độ nhanh hơn 100–1000 lần so với tốc độ trung bình trong hóa thạch. Lĩnh vực sinh học bảo tồn được lập ra để các nhà sinh thái học đang nghiên cứu, đối đầu và tìm kiếm các giải pháp để duy trì hệ sinh thái của hành tinh cho các thế hệ tương lai.
"Các hoạt động của con người có liên quan trực tiếp hoặc gián tiếp với gần như mọi khía cạnh của sự tuyệt chủng hiện nay".:11472
Bản chất là một hệ thống sống là có khả năng tự điều chỉnh và phục hồi. Hệ sinh thái tái tạo, chống chịu và thích nghi phù hợp với môi trường biến động. Khả năng phục hồi sinh thái là một khung khái niệm quan trọng trong quản lý bảo tồn và nó được định nghĩa là việc bảo tồn các mối quan hệ sinh học trong hệ sinh thái tồn tại và tái tạo để đáp ứng với sự biến đổi theo thời gian. Tuy nhiên, sự xáo trộn dai dẳng, có hệ thống, quy mô lớn và không biên giới gây ra bởi hành vi của con người đã đẩy nhiều hệ sinh thái trên Trái đất đến ngưỡng chịu đựng của chúng. Ba ngưỡng chịu đựng của hành tinh đã bị vượt qua, bao gồm mất đa dạng sinh học, biến đổi khí hậu và chu trình nitơ. Các hệ thống lý sinh này có mối liên hệ với nhau về mặt sinh thái và có khả năng phục hồi tự nhiên, nhưng nền văn minh nhân loại đã chuyển hành tinh này sang thế Anthropocene, nơi mà ngưỡng cho khả năng phục hồi quy mô hành tinh đã bị vượt qua và trạng thái sinh thái của Trái đất đang xấu đi nhanh chóng, gây thiệt hại cho nhân loại. Ví dụ, ngành thủy sản và đại dương của thế giới đang phải đối mặt với những thách thức nghiêm trọng khi nguy cơ tuyệt chủng toàn cầu sắp xảy ra, làm ảnh hưởng nặng nề đến cuộc sống của nhân loại.
Dù thế Anthropocene vẫn chưa được phân loại là kỷ nguyên chính thức, nhưng bằng chứng hiện tại cho thấy rằng "một ranh giới ở quy mô kỷ nguyên đã được vượt qua trong vòng hai thế kỷ qua.":835 Hệ sinh thái của hành tinh đang bị đe dọa nhiều hơn bởi sự ấm lên toàn cầu, nhưng các khoản đầu tư vào bảo tồn thiên nhiên có thể cung cấp phản hồi về quy định để lưu trữ và điều chỉnh carbon và các khí nhà kính khác.